# Podbiel
Podbiel je obec na Slovensku v okrese Tvrdošín. Žije v něm přibližně 1 300 obyvatel. První písemná zmínka o obci pochází z roku 1564. Přes obec prochází železniční trať Kraľovany–Trstená.

## Přírodní poměry
V katastrálním území obce leží národní přírodní rezervace Bielska skala a tok řeky Oravy je součástí chráněného areálu Rieka Orava.

## Pamětihodnosti
Velké množství zachovalých domů a hospodářských staveb tradiční architektury bylo hlavním důvodem vyhlášení části Bobrova rala v roce 1977 za památkovou rezervaci lidové architektury. V roce 1994 byl zdejší soubor lidové venkovské architektury prohlášen za Pamiatkovou rezerváciu ľudovej architektúry Podbiel.

## Osobnosti
- Peter Edmund Bárdoš (1918–1999), regionální historik a katolický kněz
- Ladislav Bárdoš (1914–1995), lékař a vysokoškolský učitel [6]
- Eduard Goldstücker (1913–2000), literární historik a diplomat

## Galerie

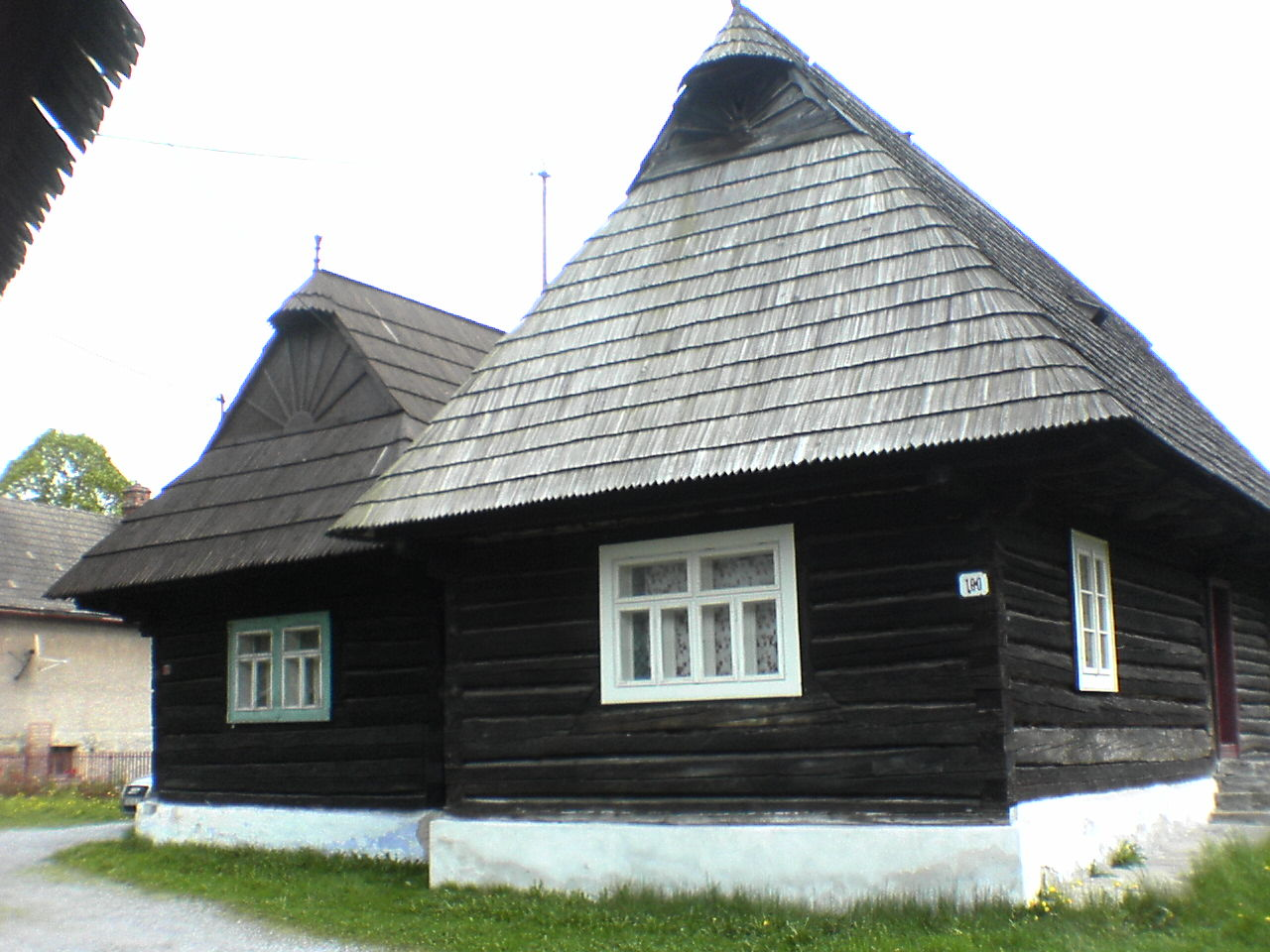
Původní lidová architektura obce
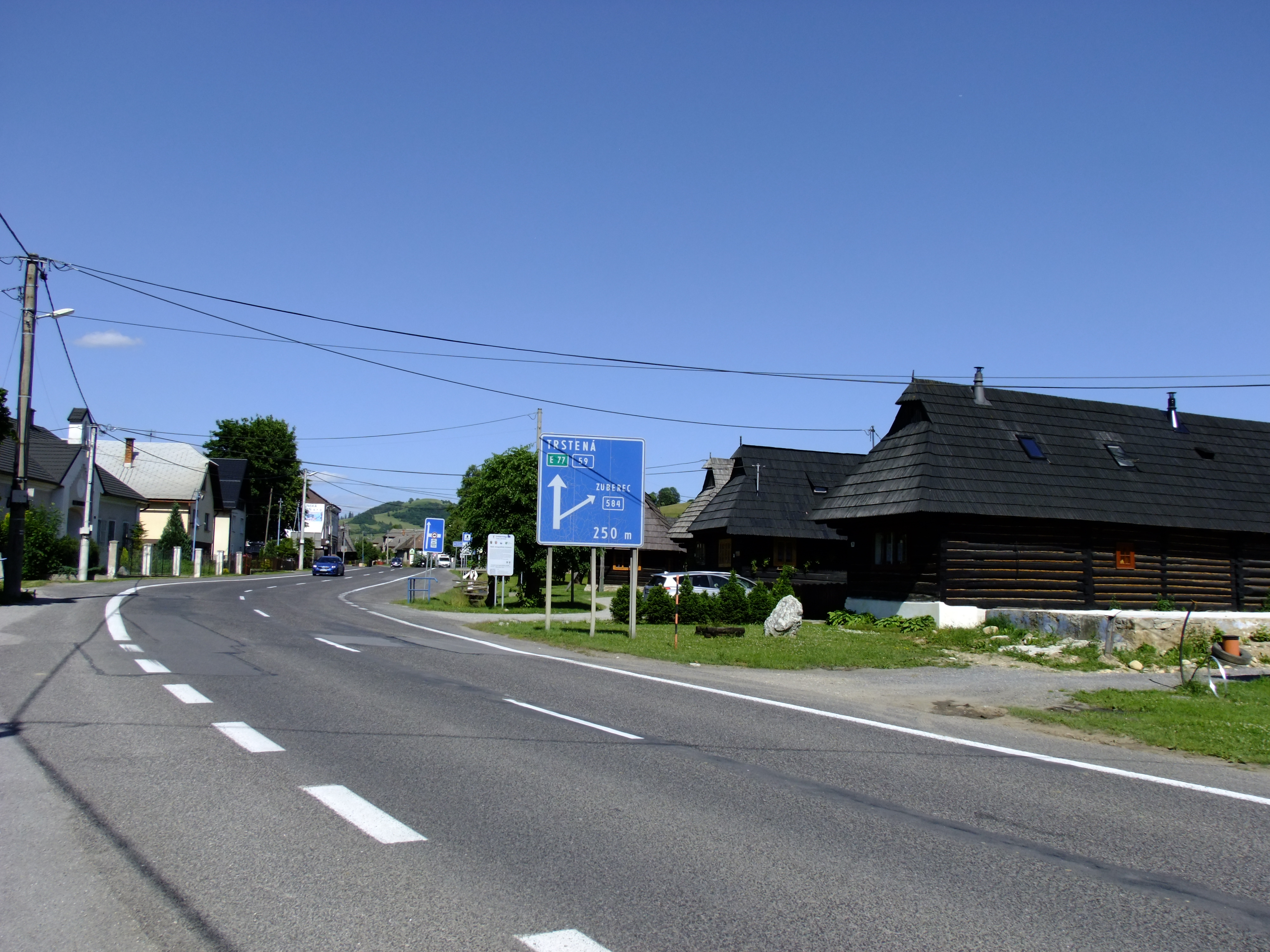
Obec Podbiel, evropská silnice E77 (v trase silnice I/59) před křižovatkou
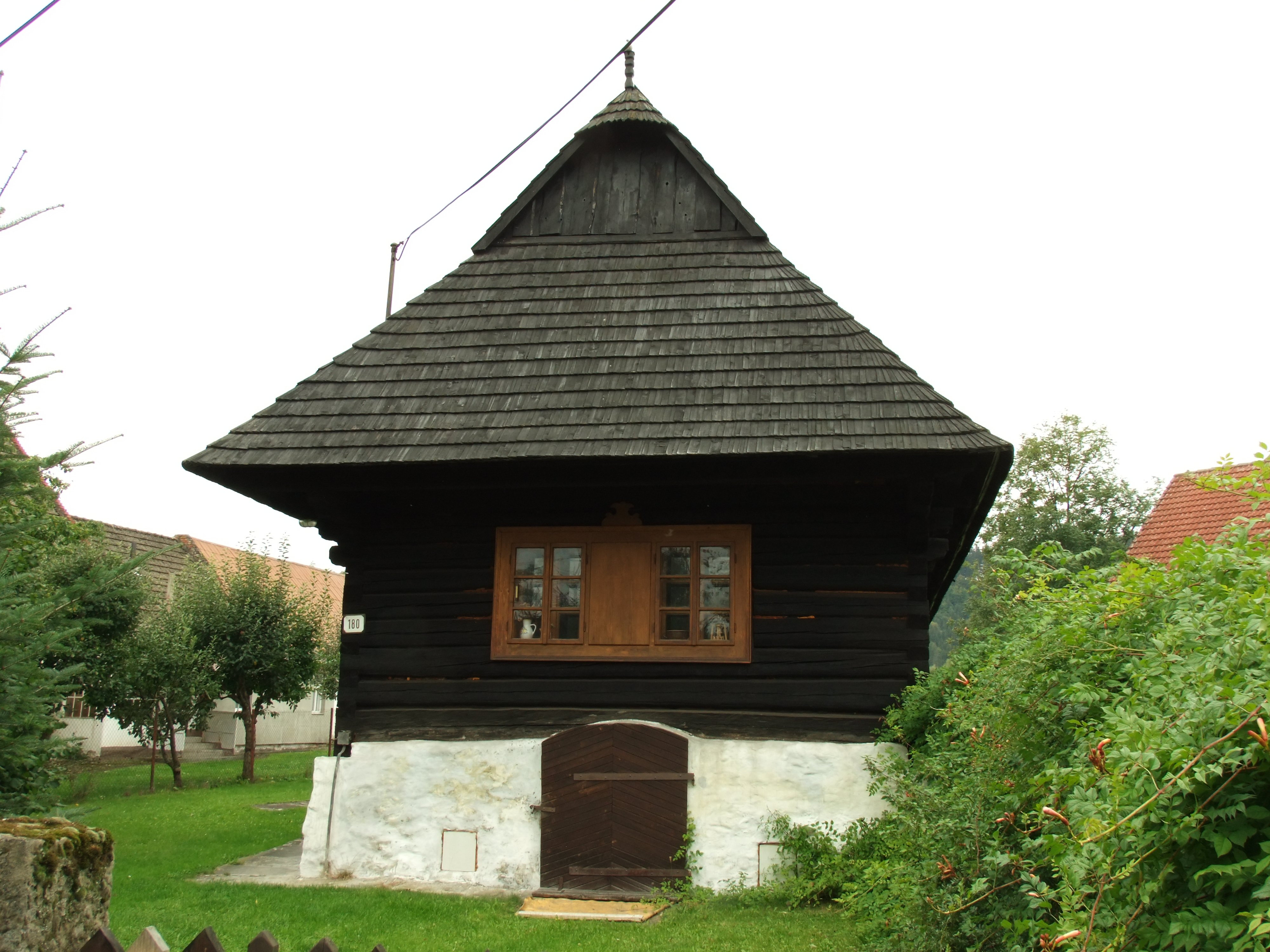
Původní lidová architektura obce